# Børsen
Børsen (Deens voor de beurs), ook wel Børsbygningen (het Beursgebouw) genoemd, is de naam voor het zeventiende-eeuwse voormalige beursgebouw in het centrum van Kopenhagen. Het gebouw ligt naast het parlementsgebouw Christiansborg op het eiland Slotsholmen en meet ongeveer 128 bij 21 meter. In april 2024 werd het gebouw voor ongeveer de helft door een grote brand verwoest.
Het gebouw wordt beschouwd als een vooraanstaand voorbeeld van de Nederlandse renaissancestijl in Denemarken en is een beschermd monument.

## Vernoemingen
De Børsgade (Beursstraat), waaraan de voormalige beurs staat, en Børsbroen (de Beursbrug) over de gracht voor de beurs, zijn vernoemd naar Børsen. Ook Dagbladet Børsen (het financiële dagblad De Beurs) is vernoemd naar Børsen. 

## Geschiedenis
Børsen is een van de oudste beursgebouwen ter wereld. Het werd begin jaren 1620 gebouwd in opdracht van koning Christiaan IV van Denemarken, die zich tot doel had gesteld om Kopenhagen uit te breiden tot een belangrijk handelscentrum dat met Amsterdam kon wedijveren. De bouwmeesters waren Lorenz van Steenwinckel en Hans van Steenwinckel de Jonge, zoons van de uit Antwerpen afkomstige bouwmeester en beeldhouwer Hans van Steenwinckel de Oude. Van Steenwinckel de Jonge nam de opdracht over van zijn broer Lorenz toen deze in 1619 overleed, vlak voor het begin van de bouw. Het gebouw werd opgeleverd in 1624. De kenmerkende spiraalvormige Dragespiret ("https://www.danskerhverv.dk/sammen-om-borsen/"), die bij de brand in 2024 verloren ging, stelde vier in elkaar gedraaide drakenstaarten voor en stamde uit 1625. De oostelijke gevel was pas in 1640 helemaal af. Sindsdien is het gebouw een aantal keer verbouwd, waarvan in 1883 voor de laatste keer.
Het bouwwerk diende oorspronkelijk als goederenbeurs, met een aantal kramen die werden verhuurd aan handelaren. Het behield deze functie tot in de negentiende eeuw. Op 11 februari 1918 werd Børsen bestormd door een meute werkloze syndicalisten en anarchisten, die de beurs binnendrongen en de beurshandelaren te lijf gingen met knotsen (ook wel stormen på Børsen genoemd, de "stormloop op de Beurs").
De effectenbeurs Københavns Fondsbørs was gevestigd in het gebouw tot 1974, toen zij verhuisde naar de Nikolaj Plads. Sinds 2007 is Dansk Erhverv (Nederlands: Deense Kamer van Koophandel) eigenaar van het gebouw. Deze bedrijfsvereniging is de opvolger van Grosserer-Societetet, een vereniging voor (groot)handelaren die in 1857 Børsen kocht van koning Frederik VII toen die om geld verlegen zat.
Op 16 april 2024 brak een grote brand uit. Medewerkers van het Nationalmuseet en leden van de koninklijke reddingsbrigade kwamen snel in actie om honderden historische kunstwerken, schilderijen en andere waardevolle voorwerpen te evacueren. De brandweer had de brand rond half vijf 's middags onder controle. Het vuur richtte aanzienlijke schade aan: ongeveer de helft van het gebouw werd compleet verwoest, waaronder de Grote Hal. Een deel van het koperen dak en de 56 meter hoge Drakenspits gingen verloren. Twee dagen na de brand stortte de voorgevel in. De brandweer was die dag nog steeds bezig met het blussen van kleine branden.

## Afbeeldingen

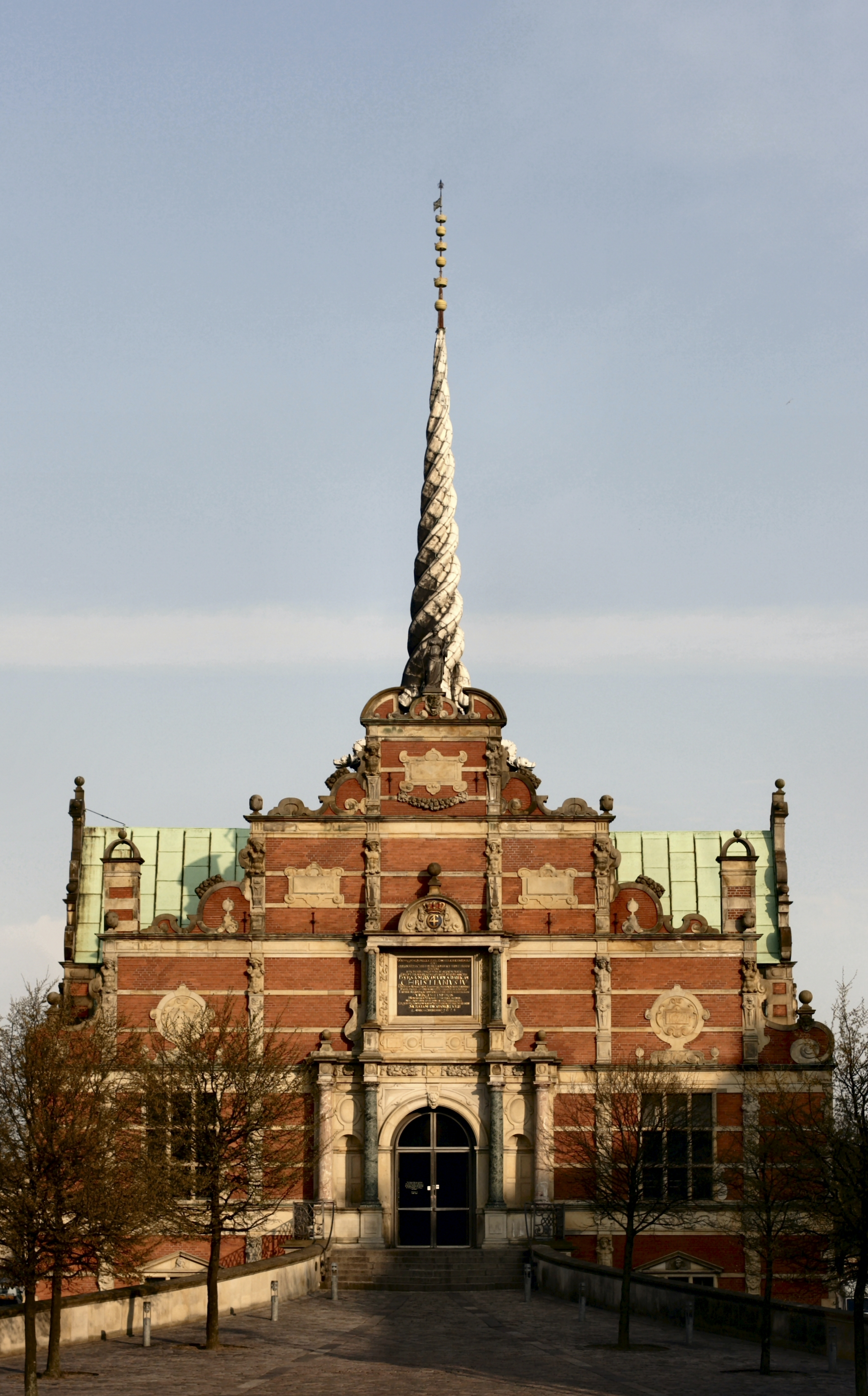
Entree Børsen in 2009
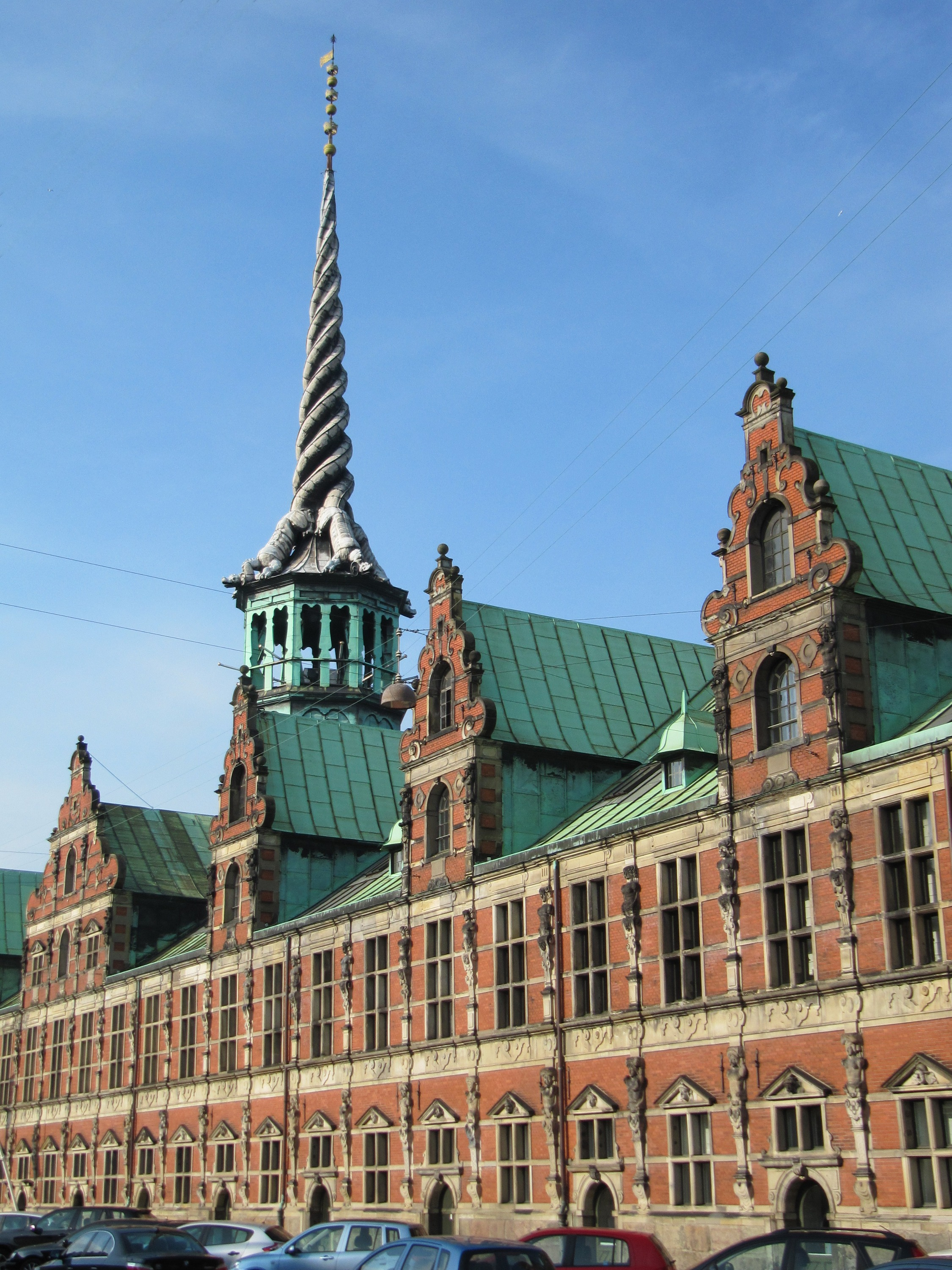
Børsen, 2010
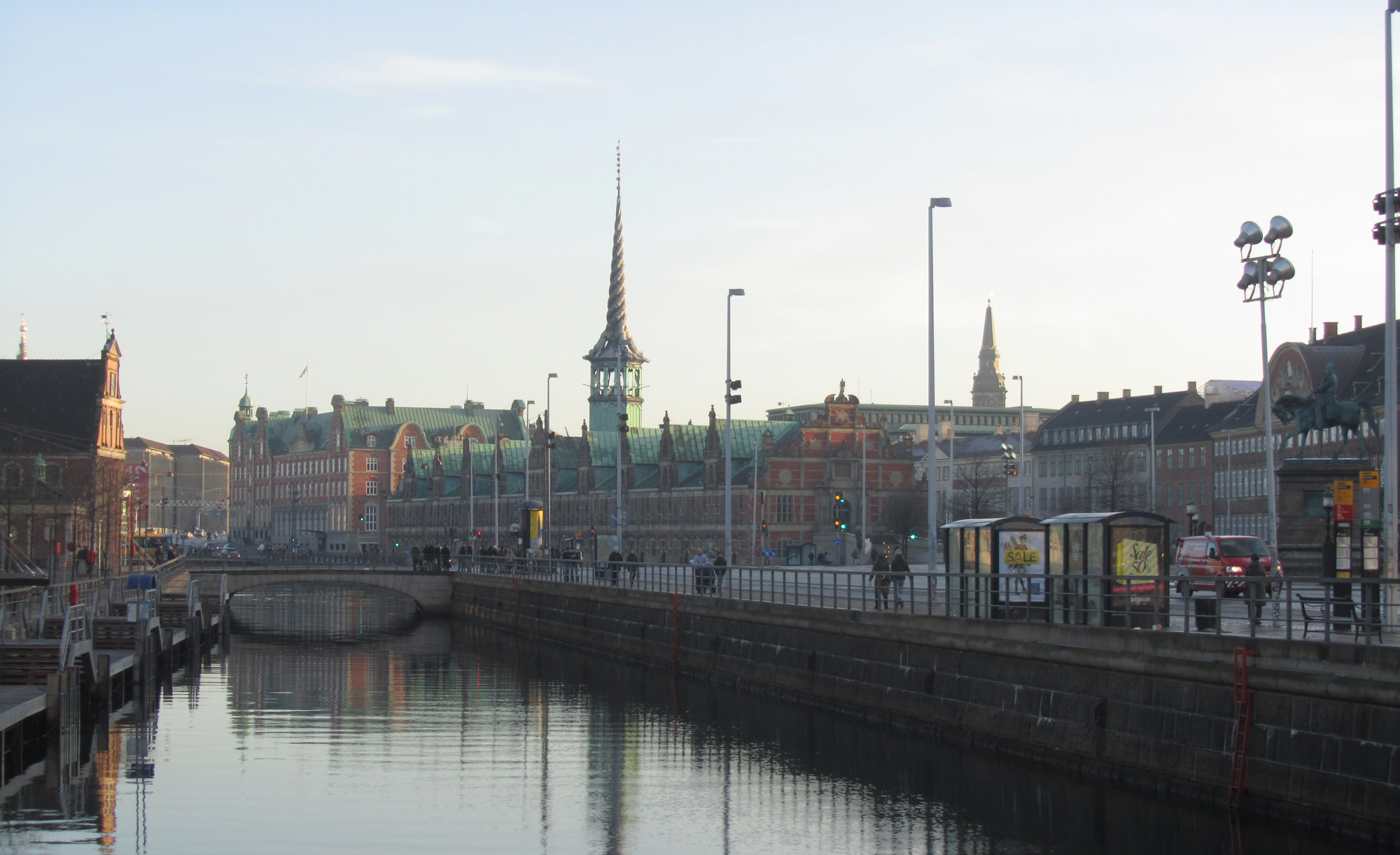
Børsen gezien vanaf het noordwesten in 2011
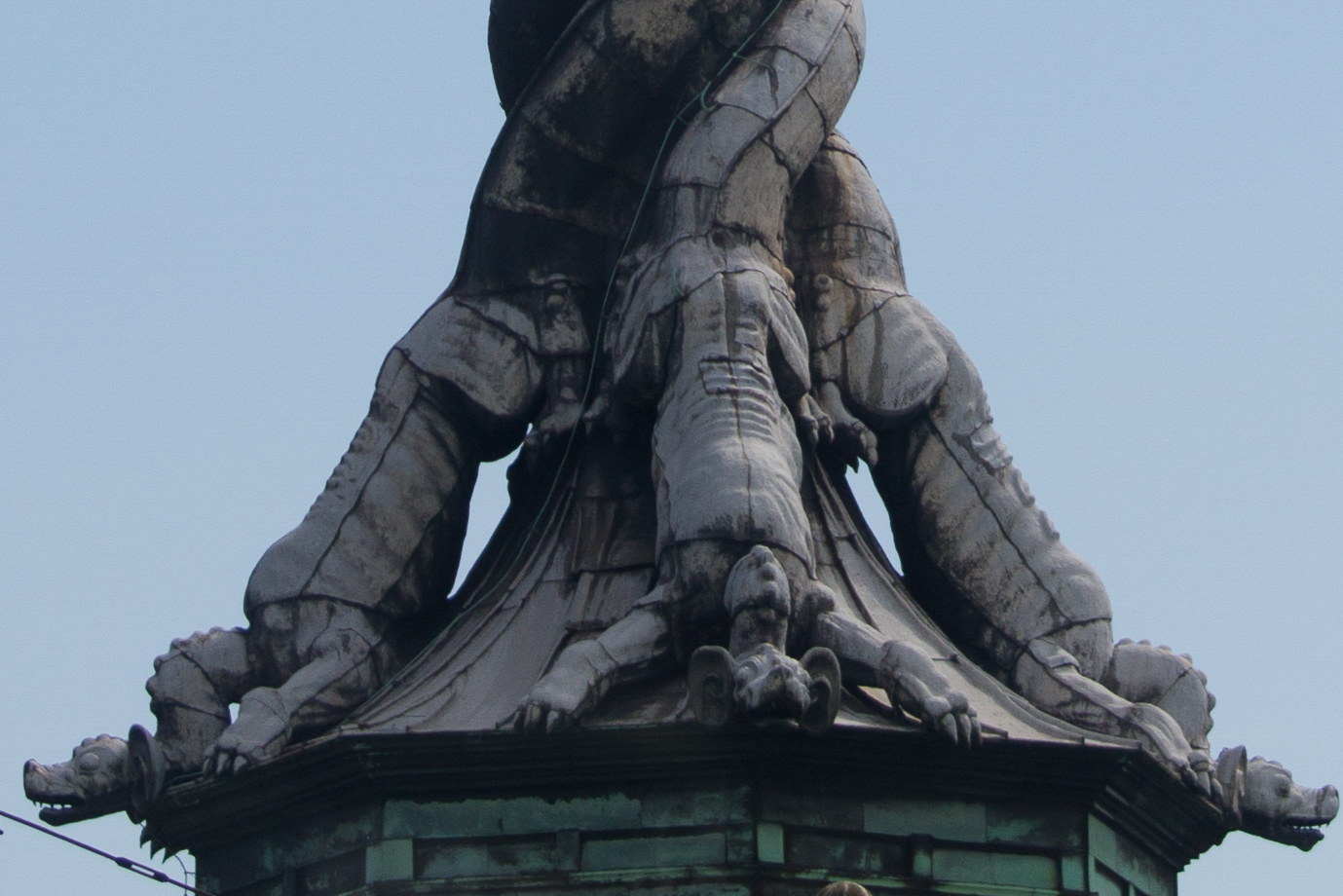
De draken van de spitse toren
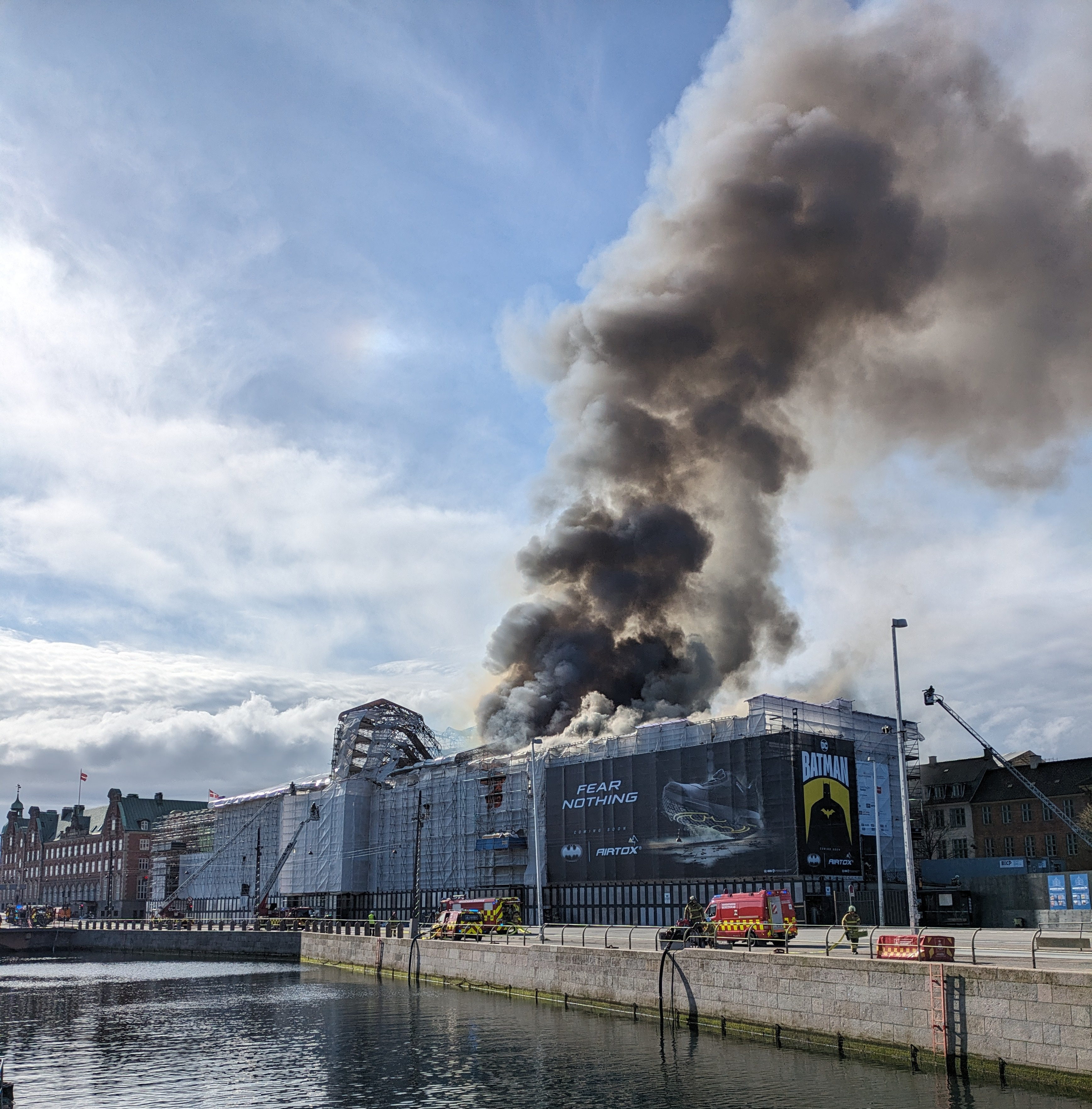
Børsen in brand, 16 april 2024